# Si el norte fuera el sur
Si el norte fuera el sur è il sesto album in studio del cantautore guatemalteco Ricardo Arjona, pubblicato nel 1996.

## Tracce
1. Noticiero
2. Tu reputación
3. Ella y él
4. Se nos muere el amor
5. Si el norte fuera el sur
6. Aún te amo (Carta no. 1)
7. Abarrotería de amor
8. Duerme
9. Te acuerdas de mí (carta no. 2, 20 años después)
10. Cita en el bar
11. Me enseñaste
12. Frente al televisor
13. Tú
14. Mexico